# 鍾離春
鍾離春（？—？），鍾離氏，名春，战国时齐国无盐（今山东省东平县无盐村）女性人物，又稱鍾無鹽、鍾無艷。史載其貌醜，年過四十未嫁，後來親自前往覲見齊宣王，陳述齊國的四點隱患，使得齊宣王「拆漸台，罷女樂，退諂諛，進直言，選兵馬，實府庫」，把她立為王后。

## 生平
劉向《列女傳》與《新序》均記載鍾離春的樣貌：其额头、双眼均下凹显得黯淡发干，上下比例失调，而且骨架很大，壮得像男人一样，鼻子朝天，脖子很肥粗，有喉结，额头像中间下陷的臼，又没有几根头发，皮肤黑得像漆，極言其醜。
鍾無艷求見齊宣王時，齊宣王以貌取人，覺得鍾無艷是一个「醜婦」。但是她突然舉手拊膝曰：「殆哉！殆哉！」，陈述齐国危难四条，并指出如再不悬崖勒马，将会城破国亡：
|  | 今大王之君國也，西有衡秦之患，南有強楚之讎，外有二國之難。內聚奸臣，眾人不附。春秋四十，壯男不立，不務眾子而務眾婦。尊所好，忽所恃。一旦山陵崩弛，社稷不定，此一殆也。 漸臺五重，黃金白玉，琅玕籠疏翡翠珠璣，幕絡連飾，萬民罷極，此二殆也。 賢者匿於山林，諂諛強於左右，邪偽立於本朝，諫者不得通入，此三殆也。 飲酒沈湎，以夜繼晝，女樂俳優，縱橫大笑。外不脩諸侯之禮，內不秉國家之治，此四殆也。故曰：『殆哉！殆哉！』 |

這使得齊宣王慨歎不已，對其改觀，認為她是一个有智慧和勇氣的女子。其諫議为宣王所採納，又被立為王后，幫助齐宣王重振朝綱。

## 後世影響
鍾離春進諫齊宣王的典故影響深遠。後世以「無鹽女」做為醜女的代稱，典出於此。
元曲四大家之一的郑光祖曾写了一出元杂剧《醜齐后无盐连环》，又作《智勇定齐》，講述齐國公子夜梦菽月，上大夫晏婴替他圆梦，认为公子将娶的夫人隐于乡村，时运未通，并建议他出城围猎寻访淑女贤人。齐国无盐邑钟离信的女儿相貌丑陋但文武兼备，很有才能，外出采桑时与追赶白兔的齐公子相遇。晏婴见她出言不俗，便劝齐公子娶她为后。当时秦國、燕國二国都想制服齐国，故意以难题刁难，让齐国派人解开玉连环，弹响蒲弦琴，钟离春凭智慧解决了这两个难题，并故意羞辱使者，激待两国发兵。钟离春又率兵佈阵打败了他们，使齐国无忧。

## 藝術形象

### 電影
- 《鍾無艷》，鄭秀文饰鍾無艷

### 電視劇
- 《有事鍾無艷》，羅艷卿饰锺无艳
- 《鍾無艷》，鄭裕玲饰鍾無艷
- 《孫子兵法与三十六計》，張小磊饰钟离春
- 《92鍾無艷》，陳松齡饰鍾無艷
- 《我愛鍾無艷》，范文芳饰鍾無艷
- 《鍾無艷》，楊謹華饰鍾無艷
- 《東西宮略》，陳法拉饰鍾無艷

### 歌曲
- 《鍾無艷》，由林夕作詞、Christopher Chak作曲，謝安琪演唱
- 《無顏女》，徐良作詞，徐良、金若晨作曲，徐良、小凌演唱

### 相聲
- 《醜娘娘》，郭德綱表演

### 游戏
- 《王者荣耀》
- 《春秋M》